# Torneo Clausura 2019 (Venezuela)
El Torneo Clausura  fue el segundo de los dos torneos de la temporada 2019 en la primera división del fútbol venezolano.

## Sistema de competición
El torneo se juega con el formato todos contra todos en una rueda de 17 fechas, en los que participan dieciocho equipos.  Los mejores ocho de la primera ronda clasifican a una liguilla, con enfrentamientos de ida y vuelta, para definir al Campeón. Los campeones de los dos torneos (Apertura y Clausura) se enfrentan en una final a partidos de ida y vuelta para definir al Campeón Nacional quien se lleva el título de liga es decir, la estrella de la temporada.
El equipo campeón del Torneo Clausura 2019 clasifica para la Copa Libertadores 2020 y el subcampeón clasifica para la Copa Sudamericana 2020.
Todo lo concerniente a un empate de puntos al finalizar el Torneo entre dos clubes, se dilucidará en favor del Club que ganó el encuentro jugado entre ambos; y de haber un empate en el enfrentamiento, en favor del Club que tenga mejor diferencia de goles a favor. Si persiste, se tomará en cuenta quien haya marcado más goles a favor; Si el empate es entre tres o más clubes, se define en favor del Club que tenga más puntos obtenidos solo entre los cruces de los clubes involucrados.

## Información de los equipos
| Club                                     | Ciudad         | Entrenador            | Estadio                       | Capacidad | Indumentaria         | Patrocinador Principal           | Patrocinadores secundarios                                                                                    |
| ---------------------------------------- | -------------- | --------------------- | ----------------------------- | --------- | -------------------- | -------------------------------- | --- |
| Academia Puerto Cabello                  | Puerto Cabello | Carlos Maldonado      | Complejo Deportivo Socialista | 7.000     | Uhlsport             | Alcaldía de Puerto Cabello       | |
| Aragua F.C.                              | Maracay        | Enrique García        | Hermanos Ghersi               | 16.000    | Saeta                | Gobierno Bolivariano de Aragua   | Eurobuilding / TeleAragua/Meridiano                                                                           |
| A.C. Deportivo Lara                      | Cabudare       | Leo González          | Metropolitano de Cabudare     | 45.312    | Uhlsport             | SoloDeportes                     | / Alimex |
| A.C. Lala F.C.                           | Ciudad Guayana | Delvalle Rojas        | CTE Cachamay                  | 41.600    | Bandera de Venezuela |                                  | / |
| A.C.C.D. Mineros de Guayana              | Ciudad Guayana | Horacio Matuszyczk    | CTE Cachamay                  | 41.600    | Sport Jugados        | Gobernación de Bolívar           | / DirecTV / Pepsi / Traki / Inter                                                                             |
| Atlético Venezuela C.F.                  | Caracas        | Jaime de la Pava      | Giuseppe Antonelli            | 5.000     | Givova               | GUUAO                            | / Gatorade |
| Carabobo F.C.                            | Valencia       | Jhonny Ferreira       | Polideportivo Misael Delgado  | 10.400    | Adidas               | Gobierno Bolivariano de Carabobo | - |
| Caracas F.C.                             | Caracas        | Noel Sanvicente       | Olímpico de la UCV            | 24.900    | RS                   | Maltín Polar                     | / |
| Deportivo La Guaira F.C.                 | La Guaira      | Daniel Farías         | Olímpico de la UCV            | 24.900    | Adidas               | Traki                            | ONA |
| Deportivo Táchira F.C.                   | San Cristóbal  | Juan Domingo Tolisano | Pueblo Nuevo                  | 38.755    | RS                   | JHS Grupo                        | Maltín Polar / DirecTV / Kino Táchira                                                                         |
| Estudiantes de Mérida F.C.               | Mérida         | Martín Brignani       | Metropolitano de Mérida       | 42.200    | Ulter Sport          | Arant - Supplies                 | |
| Estudiantes de Caracas                   | Caracas        | Daniel de Oliveira    | Brígido Iriarte               | 10.000    | Beethoven Sport      | Maltíin Polar - Pirámide Seguros | / Beethoven Clothing Fashion / Maltín Polar / Grupo MULTIMARCA / Eagle Burgmann                               |
| Llaneros de Guanare                      | Guanare        | Edwin Quilagury       | Rafael Pinto                  | 10.000    | Celsa                | Helados Gerelatti                | Calsa / Suave Granja / Docasa                                                                                 |
| Metropolitanos F.C.                      | Caracas        | José María Morr       | Universidad Santa María       | 3.000     | Joma                 |                                  | ONA/Banco Fondo Común                                                                                         |
| Monagas S.C.                             | Maturín        | May Montoya           | Monumental de Maturín         | 51.796    | RS                   | Gobernación de Monagas           | / Samsung |
| Portuguesa F.C.                          | Araure         | José Parada           | José Antonio Paez             | 14.000    | Mundo Creativo       | AsoPortuguesa                    | ALIVENSA / Alimentos Mary / Arroz Santoni / Doña Emilia / Agrícola A y B / Gobierno Bolivariano de Portuguesa |
| Trujillanos F.C.                         | Valera         | Martin Carrillo       | Estadio José Alberto Pérez    | 26.000    | Kuikak Sports        |                                  | Trujillo Potencia Deportiva                                                                                   |
| Zamora F.C.                              | Barinas        | Rubén Benítez         | Agustín Tovar                 | 24.396    | Uhlsport             |                                  | / Domosa |
| Zulia F.C.                               | Maracaibo      | Francesco Stifano     | José Encarnación Romero       | 45.000    | Uhlsport             | CAFA Group                       | Gobernación Bolivariana del Zulia /                                                                           |
| Datos actualizados el 6 de julio de 2019 |                |                       |                               |           |                      |                                  | |

### Cambios de entrenadores
| Equipo                 | Entrenador (jornadas)                                                   |
| ---------------------- | ----------------------------------------------------------------------- |
| Mineros de Guayana     | Horacio Matuszyczk (1-4) Laydeker Navas (5-)                            |
| Zulia F.C.             | Francesco Stifano (1-9) Alex García King (10-11) Alexander Rondón (11-) |
| Estudiantes de Caracas | Daniel de Oliveira (1-10) Edson Rodríguez (11-)                         |
| Atlético Venezuela     | Jaime de la Pava (1-10) Henry Meléndez (11-)                            |
| Zamora F.C.            | Alí Cañas (1-13) Luis Teran (14-18) Rubén Benítez (19-)                 |
| Monagas S.C.           | Silvio Rudman (1-15) May Montoya (16-)                                  |

### Estadios
| | Estadio Metropolitano de Cabudare                                                                      | |
| Monumental de Maturín Ciudad: Maturín Capacidad: 51.796 Club: Monagas S.C.                                                | Estadio Metropolitano de Cabudare Ciudad: Cabudare Capacidad: 45.312 Club: A.C. Deportivo Lara         | Estadio Metropolitano de Mérida Ciudad: Mérida Capacidad: 42,200 Club: Estudiantes de Mérida (hasta jornada 8) |
| | | |
| Estadio Cachamay Ciudad: Ciudad Guayana Capacidad: 41,600 Club: Mineros de Guayana, A.C. Lala F.C.                        | Estadio José Encarnación Romero Ciudad: Maracaibo Capacidad: 45,000 Club: Zulia F.C.                   | Polideportivo de Pueblo Nuevo Ciudad: San Cristóbal Capacidad: 38,755 Club: Deportivo Táchira                  |
| | | |
| Estadio Olímpico de la UCV Ciudad: Caracas Capacidad: 24,900 Club: Caracas F.C., Deportivo La Guaira, Metropolitanos F.C. | Estadio Agustín Tovar Ciudad: Barinas Capacidad: 24,396 Club: Zamora F.C.                              | Estadio José Alberto Pérez Ciudad: Valera Capacidad: 25,000 Club: Trujillanos F.C.                             |
| Archivo:Guillermo soto rosa.jpg                                                                                           | | |
| Estadio Guillermo Soto Rosa Ciudad: Mérida Capacidad : 16.500 Club:Estudiantes de Mérida                                  | Estadio Rafael Calles Pinto Ciudad: Guanare Capacidad: 10,000 Club: Llaneros de Guanare, Carabobo F.C. | Hermanos Ghersi Ciudad: Maracay Capacidad: 16,000 Club: Aragua F.C., Estudiantes de Caracas Atlético Venezuela |
| | | |
| Estadio José Antonio Páez Ciudad: Acarigua Capacidad: 14,000 Club: Portuguesa F.C.                                        | Complejo Deportivo Socialista Ciudad: Puerto Cabello Capacidad: 7,000 Club: Academia Puerto Cabello    | |

### Equipos por región
| Región          | N.º | Equipos                                                                                            |
| --------------- | --- | -------------------------------------------------------------------------------------------------- |
| Capital         | 5   | Atlético Venezuela, Caracas F.C., Deportivo La Guaira, Metropolitanos F.C., Estudiantes de Caracas |
| Los Andes       | 4   | Estudiantes de Mérida, Deportivo Táchira, Trujillanos F.C., Zamora F.C.                            |
| Central         | 3   | Aragua F.C., Carabobo F.C., Academia Puerto Cabello                                                |
| Centroccidental | 3   | Deportivo Lara, Llaneros de Guanare, Portuguesa F.C.                                               |
| Guayana         | 2   | Mineros de Guayana, A.C. Lala F.C.                                                                 |
| Nor-Oriental    | 1   | Monagas S.C.                                                                                       |
| Zuliana         | 1   | Zulia F.C.                                                                                         |

## Clasificación
| Pos. | Equipos                 | PJ | PG | PE | PP | GF | GC | Dif. | Pts. |
| ---- | ----------------------- | -- | -- | -- | -- | -- | -- | ---- | ---- |
| 1.   | Deportivo Táchira       | 18 | 12 | 3  | 3  | 32 | 14 | 18   | 39   |
| 2.   | Caracas F.C.            | 18 | 8  | 6  | 4  | 22 | 15 | 7    | 30   |
| 3.   | Llaneros de Guanare     | 18 | 9  | 3  | 6  | 27 | 26 | 1    | 30   |
| 4.   | Deportivo La Guaira     | 18 | 7  | 7  | 4  | 22 | 13 | 9    | 28   |
| 5.   | Trujillanos F.C.        | 18 | 8  | 4  | 6  | 28 | 25 | 3    | 28   |
| 6.   | Deportivo Lara          | 18 | 7  | 6  | 5  | 22 | 16 | 6    | 27   |
| 7.   | Aragua F.C.             | 18 | 7  | 6  | 5  | 19 | 14 | 5    | 27   |
| 8    | Metropolitanos F.C.     | 18 | 7  | 6  | 5  | 23 | 20 | 3    | 27   |
| 9.   | Mineros de Guayana      | 18 | 6  | 7  | 5  | 20 | 18 | 2    | 25   |
| 10.  | Academia Puerto Cabello | 18 | 5  | 8  | 5  | 29 | 27 | 2    | 23   |
| 11.  | Portuguesa F.C.         | 18 | 6  | 5  | 7  | 13 | 17 | -4   | 23   |
| 12.  | Zamora F.C.             | 18 | 5  | 7  | 6  | 24 | 18 | 6    | 22   |
| 13.  | Carabobo F.C.           | 18 | 6  | 4  | 8  | 27 | 27 | 0    | 22   |
| 14.  | Zulia F.C.              | 18 | 6  | 4  | 8  | 27 | 32 | -5   | 22   |
| 15.  | Estudiantes de Mérida   | 18 | 7  | 3  | 8  | 27 | 21 | 6    | 21   |
| 16.  | A.C. Lala F.C.          | 18 | 4  | 5  | 9  | 9  | 28 | -19  | 17   |
| 17.  | Estudiantes de Caracas  | 18 | 4  | 5  | 9  | 17 | 36 | -19  | 17   |
| 18.  | Monagas S.C.            | 18 | 2  | 9  | 7  | 21 | 30 | -9   | 15   |
| 19.  | Atlético de Venezuela   | 18 | 3  | 6  | 9  | 12 | 24 | -12  | 15   |
| 20.  | Deportivo Anzóategui D  | 0  | 0  | 0  | 0  | 0  | 0  | 0    | 0    |

     Clasifican a la liguilla.
| 1. 2. |

### Evolución en la tabla de posiciones
| Equipo                  | Jornada | Jornada | Jornada | Jornada | Jornada | Jornada | Jornada | Jornada | Jornada | Jornada | Jornada | Jornada | Jornada | Jornada | Jornada | Jornada | Jornada | Jornada | Jornada | Jornada |
| Equipo                  | 1       | 2       | 3       | 4       | 5       | 6       | 7       | 8       | 9       | 10      | 11      | 12      | 13      | 14      | 15      | 16      | 17      | 18      | 19      |         |
| ----------------------- | ------- | ------- | ------- | ------- | ------- | ------- | ------- | ------- | ------- | ------- | ------- | ------- | ------- | ------- | ------- | ------- | ------- | ------- | ------- | ------- |
| Deportivo Táchira       | 16      | 8       | 8       | 4       | 8       | 5       | 6       | 3       | 3       | 2       | 1       | 1       | 1       | 1       | 1       | 1       | 1       | 1       | 1       |         |
| Caracas F.C.            | 19      | 12      | 9       | 12      | 7       | 11      | 12      | 13      | 10      | 6       | 7       | 10      | 7       | 5       | 5       | 2       | 2       | 2       | 2       |         |
| Llaneros de Guanare     | 18      | 19      | 19      | 19      | 14      | 12      | 14      | 10      | 6       | 3       | 4       | 6       | 6       | 7       | 6       | 7       | 4       | 3       | 3       |         |
| Deportivo La Guaira     | 8       | 13      | 14      | 13      | 9       | 7       | 10      | 4       | 7       | 12      | 8       | 4       | 8       | 8       | 9       | 8       | 8       | 7       | 4       |         |
| Trujillanos F.C.        | 2       | 2       | 1       | 1       | 2       | 2       | 1       | 1       | 2       | 4       | 3       | 3       | 3       | 4       | 4       | 4       | 5       | 4       | 5       |         |
| Deportivo Lara          | 1       | 1       | 2       | 2       | 5       | 9       | 9       | 12      | 15      | 13      | 14      | 11      | 9       | 9       | 7       | 6       | 7       | 8       | 6       |         |
| Aragua F.C.             | 4       | 10      | 10      | 8       | 3       | 3       | 7       | 9       | 11      | 7       | 9       | 5       | 4       | 3       | 3       | 3       | 3       | 5       | 7       |         |
| Metropolitanos F.C.     | 3       | 6       | 6       | 3       | 6       | 1       | 3       | 5       | 4       | 1       | 2       | 2       | 2       | 2       | 2       | 5       | 6       | 6       | 8       |         |
| Mineros de Guayana      | 6       | 5       | 5       | 7       | 1       | 6       | 2       | 2       | 1       | 5       | 5       | 8       | 10      | 11      | 11      | 9       | 11      | 9       | 9       |         |
| Academia Puerto Cabello | 12      | 7       | 13      | 15      | 17      | 16      | 16      | 16      | 16      | 15      | 15      | 13      | 13      | 13      | 14      | 11      | 12      | 14      | 10      |         |
| Portuguesa F.C.         | 11      | 14      | 7       | 9       | 12      | 10      | 4       | 6       | 5       | 8       | 11      | 12      | 12      | 12      | 12      | 15      | 13      | 10      | 11      |         |
| Zamora F.C.             | 15      | 17      | 17      | 17      | 18      | 19      | 17      | 15      | 14      | 11      | 13      | 15      | 15      | 15      | 13      | 14      | 15      | 15      | 12      |         |
| Carabobo F.C.           | 13      | 18      | 18      | 11      | 13      | 14      | 13      | 8       | 9       | 10      | 6       | 9       | 11      | 10      | 10      | 12      | 9       | 11      | 13      |         |
| Zulia F.C.              | 7       | 11      | 12      | 14      | 10      | 13      | 8       | 11      | 12      | 9       | 10      | 7       | 5       | 6       | 8       | 10      | 10      | 12      | 14      |         |
| Estudiantes de Mérida   | 10      | 15      | 15      | 18      | 19      | 18      | 19      | 18      | 18      | 18      | 18      | 17      | 17      | 16      | 15      | 13      | 14      | 13      | 15      |         |
| Estudiantes de Caracas  | 17      | 9       | 11      | 10      | 15      | 15      | 18      | 19      | 19      | 19      | 19      | 18      | 18      | 19      | 19      | 19      | 17      | 17      | 16      |         |
| A.C. Lala F.C.          | 14      | 16      | 16      | 16      | 16      | 17      | 15      | 17      | 17      | 17      | 17      | 19      | 19      | 17      | 18      | 16      | 16      | 16      | 17      |         |
| Monagas S.C.            | 9       | 3       | 3       | 5       | 4       | 4       | 5       | 7       | 8       | 14      | 12      | 14      | 14      | 14      | 16      | 17      | 18      | 18      | 18      |         |
| Atlético de Venezuela   | 5       | 4       | 4       | 6       | 11      | 8       | 11      | 14      | 13      | 16      | 16      | 16      | 16      | 18      | 17      | 18      | 19      | 19      | 19      |         |

## Resultados
- Los horarios corresponden a la hora local de Venezuela (UTC−04:00).

Calendario sujeto a cambios
| Zulia F.C.              | 1 : 0 | Zamora F.C.         | José Encarnación Romero       | 26 de julio         | 16:00 | Sin transmisión | 2.616 |
| Estudiantes de Caracas  | 0 : 2 | Metropolitanos F.C. | Hermanos Ghersi               | 27 de julio         | 16:00 | Sin transmisión | 81    |
| Monagas S.C.            | 2 : 2 | Deportivo La Guaira | Monumental de Maturín         | 27 de julio         | 17:00 | Sin transmisión | 3.410 |
| Mineros de Guayana      | 1 : 0 | A.C. Lala F.C.      | CTE Cachamay                  | 28 de julio         | 16:00 | Sin transmisión | 1.014 |
| Academia Puerto Cabello | 1 : 2 | Aragua F.C.         | Complejo Deportivo Socialista | 28 de julio         | 16:00 | Sin transmisión | 4.963 |
| Estudiantes de Mérida   | 3 : 0 | Llaneros de Guanare | Metropolitano de Mérida       | 28 de julio         | 16:00 | Sin transmisión | 5.510 |
| Atlético Venezuela C.F. | 2 : 1 | Carabobo F.C.       | Hermanos Ghersi               | 28 de julio         | 16:00 | Sin transmisión | 321   |
| Trujillanos F.C.        | 3 : 1 | Deportivo Táchira   | José Alberto Pérez            | 28 de julio         | 16:00 | Sin transmisión | 3.145 |
| Caracas F.C.            | 0 : 3 | A.C.D. Lara         | Olímpico de la UCV            | Victoria Adjudicada |       |                 |       |

| Carabobo F.C.       | 1 : 3 | Estudiantes de Caracas  | Rafael Calles Pinto           | 3 de agosto | 15:30 | Sin transmisión | 112   |
| Portuguesa F.C.     | 0 : 0 | Atlético Venezuela      | José Antonio Páez             | 3 de agosto | 16:00 | Sin transmisión | 682   |
| Metropolitanos F.C. | 2 : 3 | Academia Puerto Cabello | Olímpico de la UCV            | 3 de agosto | 16:00 | Sin transmisión | 679   |
| Aragua F.C.         | 0 : 1 | Trujillanos F.C.        | Hermanos Ghersi               | 3 de agosto | 17:00 | Sin transmisión | 2.600 |
| Deportivo Lara      | 2 : 1 | Estudiantes de Mérida   | Metropolitano de Lara         | 4 de agosto | 16:00 | Sin transmisión | 752   |
| Llaneros de Guanare | 0 : 1 | Monagas S.C.            | Rafael Calles Pinto           | 4 de agosto | 16:00 | Sin transmisión | 293   |
| Deportivo La Guaira | 1 : 1 | Mineros de Guayana      | Olímpico de la UCV            | 4 de agosto | 16:00 | Sin transmisión | 4.733 |
| Zamora F.C.         | 0 : 1 | Caracas F.C.            | Agustín Tovar                 | 4 de agosto | 16:00 | Sin transmisión | 3.114 |
| Deportivo Táchira   | 2 : 0 | Zulia F.C.              | Polideportivo de Pueblo Nuevo | 4 de agosto | 17:00 | Sin transmisión | 2.486 |

| Carabobo F.C.          | 1 : 1 | Metropolitanos F.C.     | Rafael Calles Pinto     | 10 de agosto | 16:00 | Sin transmisión | 150            |
| Caracas F.C.           | 0 : 0 | Deportivo Táchira       | Metropolitano de Lara   | 10 de agosto | 16:00 | Sin transmisión | Puerta Cerrada |
| Estudiantes de Caracas | 0 : 1 | Portuguesa F.C.         | Hermanos Ghersi         | 10 de agosto | 16:00 | Sin transmisión | 117            |
| Monagas S.C.           | 1 : 1 | Deportivo Lara          | Monumental de Maturín   | 10 de agosto | 17:00 | Sin transmisión | 3.604          |
| Trujillanos F.C.       | 2 : 0 | Academia Puerto Cabello | José Alberto Pérez      | 11 de agosto | 16:00 | Sin transmisión | 3.800          |
| Estudiantes de Mérida  | 0 : 0 | Zamora F.C.             | Metropolitano de Mérida | 11 de agosto | 16:00 | Sin transmisión | 6.055          |
| Mineros de Guayana     | 1 : 1 | Llaneros de Guanare     | CTE Cachamay            | 11 de agosto | 16:00 | Sin transmisión | 661            |
| Atlético Venezuela     | 1 : 1 | A.C. Lala F.C.          | Hermanos Ghersi         | 11 de agosto | 16:00 | Sin transmisión | 146            |
| Zulia F.C.             | 0 : 2 | Aragua F.C.             | José Encarnación Romero | 2 de octubre | 16:00 | Sin transmisión | 1.153          |

| Deportivo Lara         | 1 : 1 | Mineros de Guayana     | Metropolitano de Lara         | 14 de agosto | 16:00 | Sin transmisión | 786   |
| A.C. Lala F.C.         | 2 : 2 | Estudiantes de Caracas | CTE Cachamay                  | 14 de agosto | 16:00 | Sin transmisión | 200   |
| Portuguesa F.C.        | 0 : 1 | Carabobo F.C.          | José Antonio Páez             | 14 de agosto | 16:00 | Sin transmisión | 652   |
| Metropolitanos F.C.    | 4 : 3 | Trujillanos F.C.       | Olímpico de la UCV            | 14 de agosto | 16:00 | / TLT           | 652   |
| Aragua F.C.            | 1 : 0 | Caracas F.C.           | Hermanos Ghersi               | 14 de agosto | 17:00 | Sin transmisión | 3.805 |
| Zamora F.C.            | 1 : 1 | Monagas S.C.           | Agustín Tovar                 | 14 de agosto | 17:00 | Sin transmisión | 1.477 |
| Deportivo Táchira      | 1 : 0 | Estudiantes de Mérida  | Polideportivo de Pueblo Nuevo | 14 de agosto | 19:00 | Sin transmisión | 2.415 |
| Deportivo La Guaira    | 1 : 1 | Atlético Venezuela     | Olímpico de la UCV            | 15 de agosto | 16:00 | / TLT           |       |
| Academia Pueto Cabello | 3 : 3 | Zulia F.C.             | Complejo Deportivo Socialista | 28 de agosto | 16:00 | Sin transmisión |       |

| Carabobo F.C.          | 0 : 0 | A.C. Lala F.C.          | Rafael Calles Pinto     | 17 de agosto | 16:00 | Sin transmisión | 150            |
| Portuguesa F.C.        | 0 : 0 | Metropolitanos F.C.     | José Antonio Páez       | 17 de agosto | 16:00 | Sin transmisión | 757            |
| Mineros de Guayana     | 3 : 0 | Zamora F.C.             | CTE Cachamay            | 17 de agosto | 17:00 | / TLT           | 527            |
| Atlético Venezuela     | 1 : 4 | Llaneros de Guanare     | Hermanos Ghersi         | 18 de agosto | 16:00 | Sin transmisión | 241            |
| Estudiantes de Mérida  | 0 : 2 | Aragua F.C.             | Metropolitano de Mérida | 18 de agosto | 16:00 | Sin transmisión | 6.147          |
| Caracas F.C.           | 4 : 1 | Academia Puerto Cabello | Olímpico de la UCV      | 18 de agosto | 17:00 | Sin transmisión | Puerta Cerrada |
| Monagas S.C.           | 2 : 1 | Deportivo Táchira       | Monumental de Maturín   | 18 de agosto | 18:00 | / TLT           | 4.196          |
| Estudiantes de Caracas | 0 : 1 | Deportivo La Guaira     | Hermanos Ghersi         | 19 de agosto | 16:00 | Sin transmisión | 109            |
| Zulia F.C.             | 3 : 2 | Trujillanos F.C.        | José Encarnación Romero | 19 de agosto | 16:00 | Sin transmisión | 1.834          |

| Aragua F.C.             | 1 : 1 | Monagas S.C.           | Hermanos Ghersi               | 23 de agosto | 16:00 | / TLT           | 1.714 |
| Metropolitanos F.C.     | 3 : 0 | Zulia F.C.             | Olímpico de la UCV            | 24 de agosto | 11:00 | / TLT           | 461   |
| A.C. Lala F.C.          | 0 : 2 | Portuguesa F.C.        | CTE Cachamay                  | 24 de agosto | 16:00 | Sin transmisión | 1.275 |
| Deportivo La Guaira     | 2 : 0 | Carabobo F.C.          | Olímpico de la UCV            | 25 de agosto | 16:00 | Sin transmisión |       |
| Deportivo Lara          | 0 : 1 | Atlético Venezuela     | Metropolitano de Lara         | 25 de agosto | 16:00 | Sin transmisión | 786   |
| Llaneros de Guanare     | 3 : 1 | Estudiantes de Caracas | Rafael Calles Pinto           | 25 de agosto | 16:00 | Sin transmisión | 394   |
| Deportivo Táchira       | 3 : 2 | Mineros de Guayana     | Polideportivo de Pueblo Nuevo | 25 de agosto | 17:00 | Sin transmisión | 2.871 |
| Trujillanos F.C.        | 0 : 0 | Caracas F.C.           | José Alberto Pérez            | 25 de agosto | 17:00 | / TLT           | 6.165 |
| Academia Puerto Cabello | 1 : 1 | Estudiantes de Mérida  | Complejo Deportivo Socialista | 25 de agosto | 17:00 | Sin transmisión | 4.256 |

| Portuguesa F.C.        | 1 : 0 | Deportivo La Guaira     | José Antonio Páez       | 31 de agosto    | 16:00 | Sin transmisión | 1.008 |
| Carabobo F.C.          | 3 : 1 | Llaneros de Guanare     | Rafael Calles Pinto     | 31 de agosto    | 16:00 | Sin transmisión | 728   |
| Estudiantes de Caracas | 0 : 0 | Deportivo Lara          | Hermanos Ghersi         | 31 de agosto    | 16:00 | Sin transmisión | 125   |
| Mineros de Guayana     | 2 : 0 | Aragua F.C.             | CTE Cachamay            | 31 de agosto    | 17:00 | / TLT           | 697   |
| Atlético Venezuela     | 0 : 2 | Zamora F.C.             | Hermanos Ghersi         | 1 de septiembre | 16:00 | Sin transmisión | 275   |
| Estudiantes de Mérida  | 1 : 2 | Trujillanos F.C.        | Metropolitano de Mérida | 1 de septiembre | 16:00 | Sin transmisión | 4.148 |
| A.C. Lala F.C.         | 1 : 0 | Metropolitanos F.C.     | CTE Cachamay            | 1 de septiembre | 16:00 | Sin transmisión | 957   |
| Caracas F.C.           | 1 : 2 | Zulia F.C.              | Olímpico de la UCV      | 1 de septiembre | 17:00 | Sin transmisión | 1.571 |
| Monagas S.C.           | 1 : 1 | Academia Puerto Cabello | Monumental de Maturín   | 1 de septiembre | 18:00 | / TLT           | 4.426 |

| Metropolitanos F.C.     | 1 : 1 | Caracas F.C.           | Olímpico de la UCV            | 7 de septiembre | 11:00 | / TLT           | 997   |
| Trujillanos F.C.        | 3 : 2 | Monagas S.C.           | José Alberto Pérez            | 7 de septiembre | 17:00 | / TLT           | 5.830 |
| Deportivo La Guaira     | 4 : 0 | A.C. Lala F.C.         | Olímpico de la UCV            | 8 de septiembre | 11:00 | / TLT           | 861   |
| Llaneros de Guanare     | 1 : 0 | Portuguesa F.C.        | Rafael Calles Pinto           | 8 de septiembre | 16:00 | Sin transmisión | 758   |
| Zulia F.C.              | 2 : 4 | Estudiantes de Mérida  | José Encarnación Romero       | 8 de septiembre | 16:00 | Sin transmisión | 2.122 |
| Deportivo Táchira       | 2 : 0 | Atlético Venezuela     | Polideportivo de Pueblo Nuevo | 8 de septiembre | 17:00 | Sin transmisión | 2.393 |
| Deportivo Lara          | 1 : 3 | Carabobo F.C.          | Metropolitano de Lara         | 8 de septiembre | 17:00 | / TLT           | 896   |
| Academia Puerto Cabello | 1 : 1 | Mineros de Guayana     | Complejo Deportivo Socialista | 9 de septiembre | 17:00 | / TLT           | 4.490 |
| Zamora F.C.             | 6 : 1 | Estudiantes de Caracas | Agustín Tovar                 | 9 de septiembre | 19:00 | / TLT           | 1.759 |

| Estudiantes de Mérida  | 1 : 2 (enlace roto disponible en Internet Archive; véase el historial, la primera versión y la última). | Caracas F.C.        | Metropolitano de Mérida | 11 de septiembre | 16:00 | / TLT           | 3.842 |
| Portuguesa F.C.        | 1 : 0 (enlace roto disponible en Internet Archive; véase el historial, la primera versión y la última). | Deportivo Lara      | José Antonio Páez       | 11 de septiembre | 16:00 | Sin transmisión | 1.322 |
| A.C. Lala F.C.         | 0 : 4 (enlace roto disponible en Internet Archive; véase el historial, la primera versión y la última). | Llaneros de Guanare | CTE Cachamay            | 11 de septiembre | 16:00 | Sin transmisión | 300   |
| Monagas S.C.           | 2 : 2 (enlace roto disponible en Internet Archive; véase el historial, la primera versión y la última). | Zulia F.C.          | Monumental de Maturín   | 11 de septiembre | 17:00 | Sin transmisión | 3.115 |
| Atlético Venezuela     | 1 : 1 (enlace roto disponible en Internet Archive; véase el historial, la primera versión y la última). | Aragua F.C.         | Hermanos Ghersi         | 11 de septiembre | 17:00 | Sin transmisión | 680   |
| Deportivo La Guaira    | 0 : 1 (enlace roto disponible en Internet Archive; véase el historial, la primera versión y la última). | Metropolitanos F.C. | Olímpico de la UCV      | 11 de septiembre | 18:00 | / TLT           |       |
| Estudiantes de Caracas | 0 : 1 (enlace roto disponible en Internet Archive; véase el historial, la primera versión y la última). | Deportivo Táchira   | Hermanos Ghersi         | 12 de septiembre | 16:00 | Sin transmisión | 169   |
| Carabobo F.C.          | 2 : 2 (enlace roto disponible en Internet Archive; véase el historial, la primera versión y la última). | Zamora F.C.         | Rafael Calles Pinto     | 12 de septiembre | 16:00 | Sin transmisión | 119   |
| Mineros de Guayana     | 1 : 0 (enlace roto disponible en Internet Archive; véase el historial, la primera versión y la última). | Trujillanos F.C.    | CTE Cachamay            | 12 de septiembre | 17:00 | Sin transmisión | 826   |

| Metropolitanos F.C.     | 2 : 1 (enlace roto disponible en Internet Archive; véase el historial, la primera versión y la última). | Estudiantes de Mérida  | Olímpico de la UCV            | 14 de septiembre | 11:00 | / TLT           | 867   |
| Caracas F.C.            | 1 : 0 (enlace roto disponible en Internet Archive; véase el historial, la primera versión y la última). | Monagas S.C.           | Olímpico de la UCV            | 15 de septiembre | 11:00 | / TLT           | 1.310 |
| Zulia F.C.              | 4 : 1 (enlace roto disponible en Internet Archive; véase el historial, la primera versión y la última). | Mineros de Guayana     | José Encarnación Romero       | 15 de septiembre | 16:00 | Sin transmisión | 1.495 |
| A.C.D. Lara             | 2 : 0 (enlace roto disponible en Internet Archive; véase el historial, la primera versión y la última). | A.C. Lala F.C.         | Metropolitano de Lara         | 15 de septiembre | 16:00 | Sin transmisión | 782   |
| Llaneros de Guanare     | 1 : 0 (enlace roto disponible en Internet Archive; véase el historial, la primera versión y la última). | Deportivo La Guaira    | Rafael Calles Pinto           | 15 de septiembre | 16:00 | Sin transmisión | 535   |
| Deportivo Táchira       | 2 : 2 (enlace roto disponible en Internet Archive; véase el historial, la primera versión y la última). | Carabobo F.C.          | Polideportivo de Pueblo Nuevo | 15 de septiembre | 17:00 | Sin transmisión | 3.121 |
| Aragua F.C.             | 3 : 0 (enlace roto disponible en Internet Archive; véase el historial, la primera versión y la última). | Estudiantes de Caracas | Hermanos Ghersi               | 15 de septiembre | 17:00 | Sin transmisión | 1.597 |
| Academia Puerto Cabello | 2 : 1                                                                                                   | Atlético Venezuela     | Complejo Deportivo Socialista | 15 de septiembre | 18:00 | Sin transmisión | 5.000 |
| Zamora F.C.             | 3 : 1 (enlace roto disponible en Internet Archive; véase el historial, la primera versión y la última). | Portuguesa F.C.        | Agustín Tovar                 | 15 de septiembre | 18:00 | / TLT           | 2.116 |

| Estudiantes de Caracas | 1 : 1 | Academia Puerto Cabello | Hermanos Ghersi       | 21 de septiembre | 16:00 | Sin transmisión | 514   |
| A.C. Lala F.C.         | 1 : 0 | Zamora F.C.             | CTE Cachamay          | 21 de septiembre | 16:00 | / TLT           | 102   |
| Carabobo F.C.          | 2 : 1 | Aragua F.C.             | Rafael Calles Pinto   | 21 de septiembre | 16:00 | Sin transmisión | 183   |
| Portuguesa F.C.        | 0 : 2 | Deportivo Táchira       | José Antonio Páez     | 21 de septiembre | 16:00 | Sin transmisión | 3.522 |
| Deportivo La Guaira    | 3 : 1 | Deportivo Lara          | Olímpico de la UCV    | 22 de septiembre | 11:00 | / TLT           | 212   |
| Llaneros de Guanare    | 2 : 2 | Metropolitanos F.C.     | Rafael Calles Pinto   | 22 de septiembre | 16:00 | Sin transmisión | 1.380 |
| Atlético Venezuela     | 1 : 2 | Trujillanos F.C.        | Hermanos Ghersi       | 22 de septiembre | 16:00 | Sin transmisión | 320   |
| Mineros de Guayana     | 0 : 0 | Caracas F.C.            | CTE Cachamay          | 22 de septiembre | 18:00 | / TLT           | 879   |
| Monagas S.C.           | 2 : 2 | Estudiantes de Mérida   | Monumental de Maturín | 23 de septiembre | 18:00 | / TLT           | 6.568 |

| Zulia F.C.              | 2 : 0 | Atlético Venezuela C.F. | José Encarnación Romero       | 25 de septiembre | 16:00 | Sin transmisión |  |
| Trujillanos F.C         | 1 : 2 | Estudiantes de Caracas  | José Alberto Pérez            | 25 de septiembre | 16:00 | Sin transmisión |  |
| Aragua F.C.             | 1 : 0 | Portuguesa F.C.         | Hermanos Ghersi               | 25 de septiembre | 16:00 | / TLT           |  |
| A.C.D. Lara             | 2 : 0 | Llaneros de Guanare     | Metropolitano de Lara         | 25 de septiembre | 16:00 | Sin transmisión |  |
| Academia Puerto Cabello | 2 : 1 | Carabobo F.C.           | Complejo Deportivo Socialista | 25 de septiembre | 18:00 | / TLT           |  |
| Deportivo Táchira       | 6 : 0 | A.C. Lala F.C.          | Polideportivo de Pueblo Nuevo | 25 de septiembre | 18:00 | Sin transmisión |  |
| Zamora F.C.             | 0 : 1 | Deportivo La Guaira     | Agustín Tovar                 | 25 de septiembre | 19:00 | Sin transmisión |  |
| Estudiantes de Mérida   | 1 : 0 | Mineros de Guayana      | Soto Rosa                     | 26 de septiembre | 16:00 | Sin transmisión |  |
| Metropolitanos F.C      | 2 : 1 | Monagas S.C.            | Olímpico de la UCV            | 27 de septiembre | 10:00 | / TLT           |  |

| Estudiantes de Caracas | 2 : 5                                                                                                   | Zulia F.C.              | Hermanos Ghersi       | 28 de septiembre | 16:00 | Sin transmisión | 78    |
| Portuguesa F.C.        | 0 : 3                                                                                                   | Academia Puerto Cabello | José Antonio Páez     | 28 de septiembre | 16:00 | Sin transmisión | 2.708 |
| Carabobo F.C.          | 2 : 3                                                                                                   | Trujillanos F.C.        | Rafael Calles Pinto   | 28 de septiembre | 16:00 | Sin transmisión | 250   |
| A.C. Lala F.C.         | 0 : 1                                                                                                   | Aragua F.C.             | CTE Cachamay          | 28 de septiembre | 17:00 | / TLT           | 180   |
| Deportivo La Guaira    | 0 : 1 (enlace roto disponible en Internet Archive; véase el historial, la primera versión y la última). | Deportivo Táchira       | Olímpico de la UCV    | 29 de septiembre | 11:00 | / TLT           | 1.058 |
| A.C.D. Lara            | 1 : 0 Archivado el 4 de diciembre de 2020 en Wayback Machine.                                           | Metropolitanos F.C.     | Metropolitano de Lara | 29 de septiembre | 16:00 | / TLT           | 1.653 |
| Llaneros de Guanare    | 1 : 0 (enlace roto disponible en Internet Archive; véase el historial, la primera versión y la última). | Zamora F.C.             | Rafael Calles Pinto   | 29 de septiembre | 16:00 | Sin transmisión | 853   |
| Atlético Venezuela     | 0 : 2 (enlace roto disponible en Internet Archive; véase el historial, la primera versión y la última). | Caracas F.C.            | Hermanos Ghersi       | 29 de septiembre | 16:00 | Sin transmisión | 500   |
| Mineros de Guayana     | 2 : 2 (enlace roto disponible en Internet Archive; véase el historial, la primera versión y la última). | Monagas S.C.            | CTE Cachamay          | 29 de septiembre | 18:00 | / TLT           | 578   |

| Deportivo Táchira       | 4 : 1 (enlace roto disponible en Internet Archive; véase el historial, la primera versión y la última). | Llaneros de Guanare    | Polideportivo de Pueblo Nuevo | 4 de octubre | 18:00 | Sin transmisión | 3.124 |
| Metropolitanos F.C.     | 2 : 1                                                                                                   | Mineros de Guayana     | Olímpico de la UCV            | 5 de octubre | 11:00 | Sin transmisión | 210   |
| Caracas F.C.            | 2 : 2                                                                                                   | Estudiantes de Caracas | Olímpico de la UCV            | 5 de octubre | 18:00 | Sin transmisión | 1.710 |
| Estudiantes de Mérida   | 1 : 0                                                                                                   | Atlético Venezuela     | Soto Rosa                     | 6 de octubre | 16:00 | Sin transmisión | 5.149 |
| Zulia F.C.              | 1 : 2                                                                                                   | Carabobo F.C.          | José Encarnación Romero       | 6 de octubre | 16:00 | Sin transmisión | 2.431 |
| Trujillanos F.C.        | 1 : 1                                                                                                   | Portuguesa F.C.        | José Alberto Pérez            | 6 de octubre | 16:00 | Sin transmisión | 2.745 |
| Aragua F.C.             | 0 : 0                                                                                                   | Deportivo La Guaira    | Hermanos Ghersi               | 6 de octubre | 17:00 | Sin transmisión | 2017  |
| Academia Puerto Cabello | 0 : 1                                                                                                   | A.C. Lala F.C.         | Complejo Deportivo Socialista | 6 de octubre | 18:00 | Sin transmisión | 3.782 |
| Zamora F.C.             | 1 : 1                                                                                                   | Deportivo Lara         | Agustín Tovar                 | 6 de octubre | 18:00 | Sin transmisión | 1.989 |

| Carabobo F.C.          | 0 : 2 | Caracas F.C.            | Rafael Calles Pinto   | 12 de octubre | 16:00 | Sin transmisión | 473   |
| Portuguesa F.C.        | 0 : 0 | Zulia F.C.              | José Antonio Páez     | 12 de octubre | 16:00 | Sin transmisión | 1.732 |
| Estudiantes de Caracas | 0 : 6 | Estudiantes de Mérida   | Hermanos Ghersi       | 12 de octubre | 16:00 | Sin transmisión | 69    |
| A.C. Lala F.C.         | 1 : 1 | Trujillanos F.C.        | CTE Cachamay          | 12 de octubre | 17:00 | Sin transmisión | 617   |
| Deportivo La Guaira    | 2 : 2 | Academia Puerto Cabello | Olímpico de la UCV    | 13 de octubre | 11:00 | Sin transmisión |       |
| Llaneros de Guanare    | 1 : 0 | Aragua F.C.             | Rafael Calles Pinto   | 13 de octubre | 16:00 | Sin transmisión | 1.570 |
| A.C.D. Lara            | 1 : 0 | Deportivo Táchira       | Metropolitano de Lara | 13 de octubre | 16:00 | Sin transmisión | 1.831 |
| Atlético Venezuela     | 2 : 1 | Monagas S.C.            | Hermanos Ghersi       | 13 de octubre | 16:00 | Sin transmisión | 150   |
| Zamora F.C             | 3 : 0 | Metropolitanos F.C.     | Agustín Tovar         | 13 de octubre | 18:00 | Sin transmisión | 1.895 |

| Aragua F.C.             | 2 : 2 | Deportivo Lara         | Hermanos Ghersi               | 19 de octubre | 17:00 | Sin transmisión | 3.242 |
| Monagas S.C.            | 0 : 1 | Estudiantes de Caracas | Monumental de Maturín         | 19 de octubre | 17:00 | Sin transmisión | 1.635 |
| Trujillanos F.C.        | 1 : 1 | Deportivo La Guaira    | José Alberto Pérez            | 20 de octubre | 16:00 | Sin transmisión | 2.565 |
| Estudiantes de Mérida   | 2 : 1 | Carabobo F.C.          | Soto Rosa                     | 20 de octubre | 16:00 | Sin transmisión | 5.042 |
| Zulia F.C.              | 0 : 1 | A.C. Lala F.C.         | José Encarnación Romero       | 20 de octubre | 16:00 | Sin transmisión | 1.063 |
| Deportivo Táchira       | 1 : 1 | Zamora F.C             | Polideportivo de Pueblo Nuevo | 20 de octubre | 17:00 | Sin transmisión | 2.278 |
| Caracas F.C.            | 3 : 1 | Portuguesa F.C.        | Olímpico de la UCV            | 20 de octubre | 17:00 | Sin transmisión | 1.191 |
| Mineros de Guayana      | 1 : 0 | Atlético Venezuela     | CTE Cachamay                  | 20 de octubre | 17:00 | Sin transmisión | 305   |
| Academia Puerto Cabello | 4 : 0 | Llaneros de Guanare    | Complejo Deportivo Socialista | 20 de octubre | 18:00 | Sin transmisión | 4.987 |

| Estudiantes de Caracas | 1 : 0 | Mineros de Guayana      | Hermanos Ghersi               | 26 de octubre | 16:00 | Sin transmisión | 59    |
| Carabobo F.C.          | 5 : 1 | Monagas S.C.            | Rafael Calles Pinto           | 26 de octubre | 16:00 | Sin transmisión | 312   |
| Portuguesa F.C.        | 2 : 1 | Estudiantes de Mérida   | José Antonio Páez             | 26 de octubre | 16:00 | Sin transmisión | 3.458 |
| A.C. Lala F.C.         | 0 : 1 | Caracas F.C.            | CTE Cachamay                  | 26 de octubre | 16:00 | Sin transmisión | 647   |
| Deportivo La Guaira    | 0 : 0 | Zulia F.C.              | Olímpico de la UCV            | 27 de octubre | 16:00 | Sin transmisión | 1.877 |
| Deportivo Lara         | 1 : 1 | Academia Puerto Cabello | Metropolitano de Lara         | 27 de octubre | 16:00 | Sin transmisión | 1.783 |
| Llaneros de Guanare    | 2 : 1 | Trujillanos F.C.        | Rafael Calles Pinto           | 27 de octubre | 16:00 | Sin transmisión | 1.434 |
| Deportivo Táchira      | 1 : 0 | Metropolitanos F.C.     | Polideportivo de Pueblo Nuevo | 27 de octubre | 17:00 | Sin transmisión | 2.141 |
| Zamora F.C.            | 0 : 0 | Aragua F.C.             | Agustín Tovar                 | 27 de octubre | 18:00 | Sin transmisión | 2.456 |

| Aragua F.C.             | 1 : 2 | Deportivo Táchira   | Hermanos Ghersi               | 2 de noviembre | 17:00 | Sin transmisión | 963   |
| Atlético Venezuela      | 0 : 0 | Metropolitanos F.C. | Hermanos Ghersi               | 3 de noviembre | 16:00 | Sin transmisión | 80    |
| Mineros de Guayana      | 1 : 0 | Carabobo F.C.       | CTE Cachamay                  | 3 de noviembre | 16:00 | Sin transmisión | 382   |
| Monagas S.C.            | 0 : 2 | Portuguesa F.C.     | Monumental de Maturín         | 3 de noviembre | 16:00 | Sin transmisión | 1.835 |
| Estudiantes de Mérida   | 2 : 0 | A.C. Lala F.C.      | Soto Rosa                     | 3 de noviembre | 16:00 | Sin transmisión | 4.307 |
| Caracas F.C.            | 1 : 2 | Deportivo La Guaira | Olímpico de la UCV            | 3 de noviembre | 16:00 | Sin transmisión | 1.399 |
| Zulia F.C.              | 2 : 4 | Llaneros de Guanare | José Encarnación Romero       | 3 de noviembre | 16:00 | Sin transmisión | 872   |
| Trujillanos F.C.        | 1 : 0 | Deportivo Lara      | José Alberto Pérez            | 3 de noviembre | 16:00 | Sin transmisión | 3.740 |
| Academia Puerto Cabello | 2 : 2 | Zamora F.C.         | Complejo Deportivo Socialista | 3 de noviembre | 16:00 | Sin transmisión | 4.796 |

| Metropolitanos F.C.    | 1 : 1 | Aragua F.C.             | Olímpico de la UCV            | 10 de noviembre | 11:00 | / TLT           |  |
| Deportivo La Guaira    | 2 : 0 | Estudiantes de Mérida   | Olímpico de la UCV            | 10 de noviembre | 16:00 | / TLT           |  |
| Llaneros de Guanare    | 1 : 1 | Caracas F.C.            | Rafael Calles Pinto           | 10 de noviembre | 16:00 | Sin transmisión |  |
| A.C.D. Lara            | 3 : 0 | Zulia F.C.              | Metropolitano de Lara         | 10 de noviembre | 16:00 | Sin transmisión |  |
| Zamora F.C.            | 3 : 1 | Trujillanos F.C.        | Agustín Tovar                 | 10 de noviembre | 16:00 | Sin transmisión |  |
| Deportivo Táchira      | 2 : 1 | Academia Puerto Cabello | Polideportivo de Pueblo Nuevo | 10 de noviembre | 16:00 | Sin transmisión |  |
| Estudiantes de Caracas | 1 : 1 | Atlético Venezuela      | Hermanos Ghersi               | 10 de noviembre | 16:00 | Sin transmisión |  |
| Portuguesa F.C.        | 1 : 1 | Mineros de Guayana      | José Antonio Páez             | 10 de noviembre | 16:00 | Sin transmisión |  |
| A.C. Lala F.C.         | 1 : 1 | Monagas S.C.            | CTE Cachamay                  | 10 de noviembre | 16:00 | Sin transmisión |  |

## Liguilla
La Liguilla se jugará cuando finalice la fase de todos contra todos, donde los ocho mejores clubes jugarán por un cupo a la Copa Sudamericana 2020 y otro cupo a la Copa Libertadores de América 2020. El partido de vuelta se jugará en casa del equipo que haya obtenido mejor posición durante el torneo regular.
|  | Cuartos de final | Cuartos de final    | Cuartos de final | Cuartos de final    | Cuartos de final |   |   | Semifinales       | Semifinales | Semifinales | Semifinales | Semifinales |  |   | Final             | Final | Final | Final | Final |  |
|  |                  |                     |                  |                     |                  |   |   |                   |             |             |             |             |  |   |                   |       |       |       |       |  |
|  |                  |                     |                  |                     |                  |   |   |                   |             |             |             |             |  |   |                   |       |       |       |       |  |
|  | 1                | Deportivo Táchira   | 0                | 4                   | 4                |   |   |                   |             |             |             |             |  |   |                   |       |       |       |       |  |
|  | 1                | Deportivo Táchira   | 0                | 4                   | 4                |   |   |                   |             |             |             |             |  |   |                   |       |       |       |       |  |
|  | 8                | Metropolitanos F.C. | 2                | 0                   | 2                |   |   |                   |             |             |             |             |  |   |                   |       |       |       |       |  |
|  | 8                | Metropolitanos F.C. | 2                | 0                   | 2                |   | 1 | Deportivo Táchira | 0           | 3           | 3           |             |  |   |                   |       |       |       |       |  |
|  |                  |                     |                  |                     |                  |   | 1 | Deportivo Táchira | 0           | 3           | 3           |             |  |   |                   |       |       |       |       |  |
|  |                  |                     | 4                | Deportivo La Guaira | 1                | 0 | 1 |                   |             |             |             |             |  |   |                   |       |       |       |       |  |
|  | 4                | Deportivo La Guaira | 4                | Deportivo La Guaira | 1                | 0 | 1 | 1                 | 2           | 3           |             |             |  |   |                   |       |       |       |       |  |
|  | 4                | Deportivo La Guaira |                  |                     |                  |   |   |                   |             | 3           |             |             |  |   |                   |       |       |       |       |  |
|  | 5                | Trujillanos F.C.    | 1                | 0                   | 1                |   |   |                   |             |             |             |             |  |   |                   |       |       |       |       |  |
|  | 5                | Trujillanos F.C.    | 1                | 0                   | 1                |   |   |                   |             |             |             |             |  | 1 | Deportivo Táchira | 1     | 2     | 3     |       |  |
|  |                  |                     |                  |                     |                  |   |   |                   |             |             |             |             |  | 1 | Deportivo Táchira | 1     | 2     | 3     |       |  |
|  |                  |                     | 2                | Caracas F.C. (v.)   | 1                | 2 | 3 |                   |             |             |             |             |  |   |                   |       |       |       |       |  |
|  | 2                | Caracas F.C. (v.)   | 2                | Caracas F.C. (v.)   | 1                | 2 | 3 | 1                 | 2           | 3           |             |             |  |   |                   |       |       |       |       |  |
|  | 2                | Caracas F.C. (v.)   |                  |                     |                  |   |   |                   |             | 3           |             |             |  |   |                   |       |       |       |       |  |
|  | 7                | Aragua F.C.         | 3                | 0                   | 3                |   |   |                   |             |             |             |             |  |   |                   |       |       |       |       |  |
|  | 7                | Aragua F.C.         | 3                | 0                   | 3                |   | 2 | Caracas F.C.      | 1           | 2           | 3           |             |  |   |                   |       |       |       |       |  |
|  |                  |                     |                  |                     |                  |   | 2 | Caracas F.C.      | 1           | 2           | 3           |             |  |   |                   |       |       |       |       |  |
|  |                  |                     | 6                | Deportivo Lara      | 0                | 0 | 0 |                   |             |             |             |             |  |   |                   |       |       |       |       |  |
|  | 3                | Llaneros de Guanare | 6                | Deportivo Lara      | 0                | 0 | 0 | 0                 | 1           | 1           |             |             |  |   |                   |       |       |       |       |  |
|  | 3                | Llaneros de Guanare |                  |                     |                  |   |   |                   |             | 1           |             |             |  |   |                   |       |       |       |       |  |
|  | 6                | A.C.D. Lara         | 2                | 5                   | 7                |   |   |                   |             |             |             |             |  |   |                   |       |       |       |       |  |
|  | 6                | A.C.D. Lara         | 2                | 5                   | 7                |   |   |                   |             |             |             |             |  |   |                   |       |       |       |       |  |
|  |                  |                     |                  |                     |                  |   |   |                   |             |             |             |             |  |   |                   |       |       |       |       |  |

### Cuartos de final
- La hora de cada partido corresponde al huso horario que rige a Venezuela (UTC-4).

#### Metropolitanos F.C.-Deportivo Táchira
| Ida, 16 de noviembre de 2019, 16:00 | Metropolitanos F.C.                 | 2:0 (2:0) | Deportivo Táchira | Olímpico de la UCV, Caracas                                                 |                                                                             |
|                                     | - Bustillo 5' - Jholvis Acevedo 26' | Reporte   |                   | Asistencia: 1.033 espectadores Árbitro(s): Ángel Arteaga Transmisión: / TLT | Asistencia: 1.033 espectadores Árbitro(s): Ángel Arteaga Transmisión: / TLT |

| Vuelta, 20 de noviembre de 2019, 16:00 | Deportivo Táchira                           | 4.0 (0:0) (Global 4:2) | Metropolitanos F.C. | Polideportivo de Pueblo Nuevo, San Cristóbal                                   |                                                                                |
|                                        | - Gómez 84' 90+2' - Reyes 89' - Greco 90+6' | Reporte                |                     | Asistencia: 4.161 espectadores Árbitro(s): Jesús Valenzuela Transmisión: / TLT | Asistencia: 4.161 espectadores Árbitro(s): Jesús Valenzuela Transmisión: / TLT |

#### Trujillanos F.C.-Deportivo La Guaira
| Ida, 15 de noviembre de 2019, 16:00 | Trujillanos F.C. | 1:1 (0:1) | Deportivo La Guaira | José Alberto Pérez, Valera                                                     |                                                                                |
|                                     | - Aponte 65'     | Reporte   | - 20' Kendrys Silva | Asistencia: 3.890 espectadores Árbitro(s): Jesús Valenzuela Transmisión: / TLT | Asistencia: 3.890 espectadores Árbitro(s): Jesús Valenzuela Transmisión: / TLT |

| Vuelta, 19 de noviembre de 2019, 16:00 | Deportivo La Guaira     | 2:0 (0:0) (Global 3:1) | Trujillanos F.C. | Olímpico de la UCV, Caracas                                               |                                                                           |
|                                        | - Marín 55' - Ortíz 69' | Reporte                |                  | Asistencia: 1.739 espectadores Árbitro(s): José Argote Transmisión: / TLT | Asistencia: 1.739 espectadores Árbitro(s): José Argote Transmisión: / TLT |

#### Aragua F.C.-Caracas F.C.
| Ida, 18 de noviembre de 2019, 16:00 | Aragua F.C.                            | 3:1 (2:0) | Caracas F.C.          | Olímpico Hermanos Ghersi, Maracay                                            |                                                                              |
|                                     | - Edanyilber 7' 50' - Henry Plazas 36' | Reporte   | - 65' Luís Colmenárez | Asistencia: 4.100 espectadores Árbitro(s): Emikar Caldera Transmisión: / TLT | Asistencia: 4.100 espectadores Árbitro(s): Emikar Caldera Transmisión: / TLT |

| Vuelta, 22 de noviembre de 2019, 16:00 | Caracas F.C.             | 2:0 (1:0) (Global 3:3) | Aragua F.C. | Olímpico de la UCV, Caracas                                                  |                                                                              |
|                                        | - Quijada 29' - Añor 70' | Reporte                |             | Asistencia: 1.292 espectadores Árbitro(s): Alexis Herrera Transmisión: / TLT | Asistencia: 1.292 espectadores Árbitro(s): Alexis Herrera Transmisión: / TLT |

#### Deportivo Lara-Llaneros de Guanare
| Ida, 17 de noviembre de 2019, 16:00 | Deportivo Lara          | 2:0 (1:0) | Llaneros de Guanare | Metropolitano de Lara, Cabudare                                               |                                                                               |
|                                     | - Jean Castillo 29' 73' | Reporte   |                     | Asistencia: 1.431 espectadores Árbitro(s): Yercinia Correa Transmisión: / TLT | Asistencia: 1.431 espectadores Árbitro(s): Yercinia Correa Transmisión: / TLT |

| Vuelta, 21 de noviembre de 2019, 16:00 | Llaneros de Guanare | 1:5 (1:1) (Global 1:7) | Deportivo Lara                                                                         | Agustín Tovar, Barinas                                                      |                                                                             |
|                                        | - Riascos 27'       | Reporte                | - 18' Britos - 51' Juan Castellanos - 56' Caraballo - 74' Jean Castillo - 85' Arrieche | Asistencia: 1.054 espectadores Árbitro(s): Ángel Arteaga Transmisión: / TLT | Asistencia: 1.054 espectadores Árbitro(s): Ángel Arteaga Transmisión: / TLT |

##### Nota
|  |

### Semifinal

#### Deportivo La Guaira-Deportivo Táchira
| Ida, 24 de noviembre de 2019, 11:00 | Deportivo La Guaira | 1:0 (0:0) | Deportivo Táchira | Olímpico de la UCV, Caracas                                                  |                                                                              |
|                                     | - Flores 90'        | Reporte   |                   | Asistencia: 3.871 espectadores Árbitro(s): Alexis Herrera Transmisión: / TLT | Asistencia: 3.871 espectadores Árbitro(s): Alexis Herrera Transmisión: / TLT |

| Vuelta, 27 de noviembre de 2019, 16:00 | Deportivo Táchira                        | 3:0 (1:0) (Global 3:1) | Deportivo La Guaira | Polideportivo de Pueblo Nuevo, San Cristóbal                              |                                                                           |
|                                        | - Ramírez 5' - Montero 48' - Pérez 90+5' | Reporte                |                     | Asistencia: 6.621 espectadores Árbitro(s): José Argote Transmisión: / TLT | Asistencia: 6.621 espectadores Árbitro(s): José Argote Transmisión: / TLT |

#### Deportivo Lara-Caracas F.C.
| Ida, 25 de noviembre de 2019, 16:00 | Deportivo Lara | 0:1 (0:1) | Caracas F.C.    | Metropolitano de Lara, Cabudare                                           |                                                                           |
|                                     |                | Reporte   | - 7' Villanueva | Asistencia: 1.783 espectadores Árbitro(s): José Argote Transmisión: / TLT | Asistencia: 1.783 espectadores Árbitro(s): José Argote Transmisión: / TLT |

| Vuelta, 28 de noviembre de 2019, 16:00 | Caracas F.C.                | 2:0 (1:0) (Global 3:0) | Deportivo Lara | Olímpico de la UCV, Caracas                                                 |                                                                             |
|                                        | - Celis 45' - Contreras 47' | Reporte                |                | Asistencia: 1.513 espectadores Árbitro(s): Ángel Arteaga Transmisión: / TLT | Asistencia: 1.513 espectadores Árbitro(s): Ángel Arteaga Transmisión: / TLT |

### Final

#### Ida
| 1     | Guardameta     | Alain Baroja       |     |
| 2     | Defensa        | Eduardo Fereira    |     |
| 3     | Defensa        | Rosmel Villanueva  |     |
| 6     | Defensa        | Rubert Quijada     |     |
| 23    | Defensa        | Bernardo Añor      |     |
| 15    | Centrocampista | Ricardo Andreutti  | 79' |
| 18    | Centrocampista | Anderson Contreras | 64' |
| 21    | Centrocampista | Leonardo Flores    |     |
| 10    | Centrocampista | Daniel Saggiomo    |     |
| 8     | Delantero      | Richard Celis      |     |
| 11    | Delantero      | Jesús Arrieta      |     |
| D. T. | D. T.          | Noel Sanvicente    |     |

| 1     | Guardameta     | Beycker Velásquez     |     |
| 18    | Defensa        | Pablo Camacho         |     |
| 2     | Defensa        | Carlos Lujano         |     |
| 3     | Defensa        | Lucas Trejo           |     |
| 16    | Defensa        | Manuel Granados       |     |
| 11    | Centrocampista | Andrés Montero        | 73' |
| 20    | Centrocampista | Juan Colina           |     |
| 9     | Centrocampista | Lucas Gómez           |     |
| 26    | Centrocampista | Jeizon Ramírez        | 79' |
| 10    | Delantero      | Aquiles Ocanto        |     |
| 24    | Delantero      | Carlos Cermeño        | 89' |
| D. T. | D. T.          | Juan Domingo Tolisano |     |

| 9  | Delantero      | Carlos Espinoza | 64' |
| 26 | Centrocampista | Edgar Silva     | 79' |

| 7  | Delantero      | José Miguel Reyes | 73' |
| 15 | Centrocampista | Esli García       | 79' |
| 5  | Centrocampista | Yeferson Velasco  | 89' |

| 11' | Jesús Arrieta | 1:0 |

| 67' | Lucas Trejo | 1:1 |

| 27' · 29' · 85' | Eduardo Fereira Ricardo Andreutti Leonardo Flores |

| Principal  | José Argote       |
| Asistentes | Jorge Urrego      |
|            | Yodelvis González |
| Cuarto     | Jesús Valenzuela  |

| 1     | Guardameta     | Alain Baroja       |     |
| 2     | Defensa        | Eduardo Fereira    |     |
| 3     | Defensa        | Rosmel Villanueva  |     |
| 6     | Defensa        | Rubert Quijada     |     |
| 23    | Defensa        | Bernardo Añor      |     |
| 15    | Centrocampista | Ricardo Andreutti  | 79' |
| 18    | Centrocampista | Anderson Contreras | 64' |
| 21    | Centrocampista | Leonardo Flores    |     |
| 10    | Centrocampista | Daniel Saggiomo    |     |
| 8     | Delantero      | Richard Celis      |     |
| 11    | Delantero      | Jesús Arrieta      |     |
| D. T. | D. T.          | Noel Sanvicente    |     |

| 1     | Guardameta     | Beycker Velásquez     |     |
| 18    | Defensa        | Pablo Camacho         |     |
| 2     | Defensa        | Carlos Lujano         |     |
| 3     | Defensa        | Lucas Trejo           |     |
| 16    | Defensa        | Manuel Granados       |     |
| 11    | Centrocampista | Andrés Montero        | 73' |
| 20    | Centrocampista | Juan Colina           |     |
| 9     | Centrocampista | Lucas Gómez           |     |
| 26    | Centrocampista | Jeizon Ramírez        | 79' |
| 10    | Delantero      | Aquiles Ocanto        |     |
| 24    | Delantero      | Carlos Cermeño        | 89' |
| D. T. | D. T.          | Juan Domingo Tolisano |     |

| 9  | Delantero      | Carlos Espinoza | 64' |
| 26 | Centrocampista | Edgar Silva     | 79' |

| 7  | Delantero      | José Miguel Reyes | 73' |
| 15 | Centrocampista | Esli García       | 79' |
| 5  | Centrocampista | Yeferson Velasco  | 89' |

| 11' | Jesús Arrieta | 1:0 |

| 67' | Lucas Trejo | 1:1 |

| 27' · 29' · 85' | Eduardo Fereira Ricardo Andreutti Leonardo Flores |

| Principal  | José Argote       |
| Asistentes | Jorge Urrego      |
|            | Yodelvis González |
| Cuarto     | Jesús Valenzuela  |

| 1     | Guardameta     | Alain Baroja       |     |
| 2     | Defensa        | Eduardo Fereira    |     |
| 3     | Defensa        | Rosmel Villanueva  |     |
| 6     | Defensa        | Rubert Quijada     |     |
| 23    | Defensa        | Bernardo Añor      |     |
| 15    | Centrocampista | Ricardo Andreutti  | 79' |
| 18    | Centrocampista | Anderson Contreras | 64' |
| 21    | Centrocampista | Leonardo Flores    |     |
| 10    | Centrocampista | Daniel Saggiomo    |     |
| 8     | Delantero      | Richard Celis      |     |
| 11    | Delantero      | Jesús Arrieta      |     |
| D. T. | D. T.          | Noel Sanvicente    |     |

| 1     | Guardameta     | Beycker Velásquez     |     |
| 18    | Defensa        | Pablo Camacho         |     |
| 2     | Defensa        | Carlos Lujano         |     |
| 3     | Defensa        | Lucas Trejo           |     |
| 16    | Defensa        | Manuel Granados       |     |
| 11    | Centrocampista | Andrés Montero        | 73' |
| 20    | Centrocampista | Juan Colina           |     |
| 9     | Centrocampista | Lucas Gómez           |     |
| 26    | Centrocampista | Jeizon Ramírez        | 79' |
| 10    | Delantero      | Aquiles Ocanto        |     |
| 24    | Delantero      | Carlos Cermeño        | 89' |
| D. T. | D. T.          | Juan Domingo Tolisano |     |

| 9  | Delantero      | Carlos Espinoza | 64' |
| 26 | Centrocampista | Edgar Silva     | 79' |

| 7  | Delantero      | José Miguel Reyes | 73' |
| 15 | Centrocampista | Esli García       | 79' |
| 5  | Centrocampista | Yeferson Velasco  | 89' |

| 11' | Jesús Arrieta | 1:0 |

| 67' | Lucas Trejo | 1:1 |

| 27' · 29' · 85' | Eduardo Fereira Ricardo Andreutti Leonardo Flores |

| Principal  | José Argote       |
| Asistentes | Jorge Urrego      |
|            | Yodelvis González |
| Cuarto     | Jesús Valenzuela  |

| 1     | Guardameta     | Alain Baroja       |     |
| 2     | Defensa        | Eduardo Fereira    |     |
| 3     | Defensa        | Rosmel Villanueva  |     |
| 6     | Defensa        | Rubert Quijada     |     |
| 23    | Defensa        | Bernardo Añor      |     |
| 15    | Centrocampista | Ricardo Andreutti  | 79' |
| 18    | Centrocampista | Anderson Contreras | 64' |
| 21    | Centrocampista | Leonardo Flores    |     |
| 10    | Centrocampista | Daniel Saggiomo    |     |
| 8     | Delantero      | Richard Celis      |     |
| 11    | Delantero      | Jesús Arrieta      |     |
| D. T. | D. T.          | Noel Sanvicente    |     |

| 1     | Guardameta     | Beycker Velásquez     |     |
| 18    | Defensa        | Pablo Camacho         |     |
| 2     | Defensa        | Carlos Lujano         |     |
| 3     | Defensa        | Lucas Trejo           |     |
| 16    | Defensa        | Manuel Granados       |     |
| 11    | Centrocampista | Andrés Montero        | 73' |
| 20    | Centrocampista | Juan Colina           |     |
| 9     | Centrocampista | Lucas Gómez           |     |
| 26    | Centrocampista | Jeizon Ramírez        | 79' |
| 10    | Delantero      | Aquiles Ocanto        |     |
| 24    | Delantero      | Carlos Cermeño        | 89' |
| D. T. | D. T.          | Juan Domingo Tolisano |     |

| 9  | Delantero      | Carlos Espinoza | 64' |
| 26 | Centrocampista | Edgar Silva     | 79' |

| 7  | Delantero      | José Miguel Reyes | 73' |
| 15 | Centrocampista | Esli García       | 79' |
| 5  | Centrocampista | Yeferson Velasco  | 89' |

| 11' | Jesús Arrieta | 1:0 |

| 67' | Lucas Trejo | 1:1 |

| 27' · 29' · 85' | Eduardo Fereira Ricardo Andreutti Leonardo Flores |

| Principal  | José Argote       |
| Asistentes | Jorge Urrego      |
|            | Yodelvis González |
| Cuarto     | Jesús Valenzuela  |

#### Vuelta
| 1     | Guardameta     | Beycker Velásquez     |     |
| 18    | Defensa        | Pablo Camacho         |     |
| 2     | Defensa        | Carlos Lujano         |     |
| 3     | Defensa        | Lucas Trejo           |     |
| 6     | Defensa        | Luis Ovalle           |     |
| 11    | Centrocampista | Andrés Montero        | 60' |
| 20    | Centrocampista | Juan Colina           |     |
| 24    | Centrocampista | Carlos Cermeño        |     |
| 26    | Centrocampista | Jeizon Ramírez        | 85' |
| 10    | Delantero      | Aquiles Ocanto        |     |
| 9     | Delantero      | Lucas Gómez           | 82' |
| D. T. | D. T.          | Juan Domingo Tolisano |     |

| 1     | Guardameta     | Alain Baroja       |     |
| 19    | Defensa        | Luís Colmenárez    | 55' |
| 3     | Defensa        | Rosmel Villanueva  |     |
| 6     | Defensa        | Rubert Quijada     |     |
| 23    | Defensa        | Bernardo Añor      | 40' |
| 11    | Centrocampista | Robert Hernández   |     |
| 18    | Centrocampista | Anderson Contreras |     |
| 15    | Centrocampista | Ricardo Andreutti  | 77' |
| 8     | Centrocampista | Richard Celis      |     |
| 10    | Delantero      | Daniel Saggiomo    |     |
| 24    | Delantero      | Jesús Arrieta      |     |
| D. T. | D. T.          | Noel Sanvicente    |     |

| 21 | Centrocampista | Edgar Pérez      | 60' |
| 23 | Centrocampista | Marlon Fernández | 82' |
| 15 | Centrocampista | Esli Garcia      | 85' |

| 25 | Defensa   | Juan Muriel     | 40' |
| 2  | Defensa   | Eduardo Fereira | 55' |
| 9  | Delantero | Carlos Espinoza | 77' |

| 6' · 10' | Pablo Camacho Carlos Cermeño | 1:0 2:0 |

| 29' · 90' | Daniel Saggiomo Rosmel Villanueva | 2:1 2:2 |

| 44' · 83' | Pablo Camacho Aquiles Ocanto |

| 22' · 56' · 68' · 77' · 85' | Bernardo Añor Daniel Saggiomo Rosmel Villanueva Jesús Arrieta Eduardo Fereira |

| Principal  | Angel Arteaga   |
| Asistentes | Tulio Moreno    |
|            | Lubin Torrealba |
| Cuarto     | Andrés Pernía   |

| 1     | Guardameta     | Beycker Velásquez     |     |
| 18    | Defensa        | Pablo Camacho         |     |
| 2     | Defensa        | Carlos Lujano         |     |
| 3     | Defensa        | Lucas Trejo           |     |
| 6     | Defensa        | Luis Ovalle           |     |
| 11    | Centrocampista | Andrés Montero        | 60' |
| 20    | Centrocampista | Juan Colina           |     |
| 24    | Centrocampista | Carlos Cermeño        |     |
| 26    | Centrocampista | Jeizon Ramírez        | 85' |
| 10    | Delantero      | Aquiles Ocanto        |     |
| 9     | Delantero      | Lucas Gómez           | 82' |
| D. T. | D. T.          | Juan Domingo Tolisano |     |

| 1     | Guardameta     | Alain Baroja       |     |
| 19    | Defensa        | Luís Colmenárez    | 55' |
| 3     | Defensa        | Rosmel Villanueva  |     |
| 6     | Defensa        | Rubert Quijada     |     |
| 23    | Defensa        | Bernardo Añor      | 40' |
| 11    | Centrocampista | Robert Hernández   |     |
| 18    | Centrocampista | Anderson Contreras |     |
| 15    | Centrocampista | Ricardo Andreutti  | 77' |
| 8     | Centrocampista | Richard Celis      |     |
| 10    | Delantero      | Daniel Saggiomo    |     |
| 24    | Delantero      | Jesús Arrieta      |     |
| D. T. | D. T.          | Noel Sanvicente    |     |

| 21 | Centrocampista | Edgar Pérez      | 60' |
| 23 | Centrocampista | Marlon Fernández | 82' |
| 15 | Centrocampista | Esli Garcia      | 85' |

| 25 | Defensa   | Juan Muriel     | 40' |
| 2  | Defensa   | Eduardo Fereira | 55' |
| 9  | Delantero | Carlos Espinoza | 77' |

| 6' · 10' | Pablo Camacho Carlos Cermeño | 1:0 2:0 |

| 29' · 90' | Daniel Saggiomo Rosmel Villanueva | 2:1 2:2 |

| 44' · 83' | Pablo Camacho Aquiles Ocanto |

| 22' · 56' · 68' · 77' · 85' | Bernardo Añor Daniel Saggiomo Rosmel Villanueva Jesús Arrieta Eduardo Fereira |

| Principal  | Angel Arteaga   |
| Asistentes | Tulio Moreno    |
|            | Lubin Torrealba |
| Cuarto     | Andrés Pernía   |

| 1     | Guardameta     | Beycker Velásquez     |     |
| 18    | Defensa        | Pablo Camacho         |     |
| 2     | Defensa        | Carlos Lujano         |     |
| 3     | Defensa        | Lucas Trejo           |     |
| 6     | Defensa        | Luis Ovalle           |     |
| 11    | Centrocampista | Andrés Montero        | 60' |
| 20    | Centrocampista | Juan Colina           |     |
| 24    | Centrocampista | Carlos Cermeño        |     |
| 26    | Centrocampista | Jeizon Ramírez        | 85' |
| 10    | Delantero      | Aquiles Ocanto        |     |
| 9     | Delantero      | Lucas Gómez           | 82' |
| D. T. | D. T.          | Juan Domingo Tolisano |     |

| 1     | Guardameta     | Alain Baroja       |     |
| 19    | Defensa        | Luís Colmenárez    | 55' |
| 3     | Defensa        | Rosmel Villanueva  |     |
| 6     | Defensa        | Rubert Quijada     |     |
| 23    | Defensa        | Bernardo Añor      | 40' |
| 11    | Centrocampista | Robert Hernández   |     |
| 18    | Centrocampista | Anderson Contreras |     |
| 15    | Centrocampista | Ricardo Andreutti  | 77' |
| 8     | Centrocampista | Richard Celis      |     |
| 10    | Delantero      | Daniel Saggiomo    |     |
| 24    | Delantero      | Jesús Arrieta      |     |
| D. T. | D. T.          | Noel Sanvicente    |     |

| 21 | Centrocampista | Edgar Pérez      | 60' |
| 23 | Centrocampista | Marlon Fernández | 82' |
| 15 | Centrocampista | Esli Garcia      | 85' |

| 25 | Defensa   | Juan Muriel     | 40' |
| 2  | Defensa   | Eduardo Fereira | 55' |
| 9  | Delantero | Carlos Espinoza | 77' |

| 6' · 10' | Pablo Camacho Carlos Cermeño | 1:0 2:0 |

| 29' · 90' | Daniel Saggiomo Rosmel Villanueva | 2:1 2:2 |

| 44' · 83' | Pablo Camacho Aquiles Ocanto |

| 22' · 56' · 68' · 77' · 85' | Bernardo Añor Daniel Saggiomo Rosmel Villanueva Jesús Arrieta Eduardo Fereira |

| Principal  | Angel Arteaga   |
| Asistentes | Tulio Moreno    |
|            | Lubin Torrealba |
| Cuarto     | Andrés Pernía   |

| 1     | Guardameta     | Beycker Velásquez     |     |
| 18    | Defensa        | Pablo Camacho         |     |
| 2     | Defensa        | Carlos Lujano         |     |
| 3     | Defensa        | Lucas Trejo           |     |
| 6     | Defensa        | Luis Ovalle           |     |
| 11    | Centrocampista | Andrés Montero        | 60' |
| 20    | Centrocampista | Juan Colina           |     |
| 24    | Centrocampista | Carlos Cermeño        |     |
| 26    | Centrocampista | Jeizon Ramírez        | 85' |
| 10    | Delantero      | Aquiles Ocanto        |     |
| 9     | Delantero      | Lucas Gómez           | 82' |
| D. T. | D. T.          | Juan Domingo Tolisano |     |

| 1     | Guardameta     | Alain Baroja       |     |
| 19    | Defensa        | Luís Colmenárez    | 55' |
| 3     | Defensa        | Rosmel Villanueva  |     |
| 6     | Defensa        | Rubert Quijada     |     |
| 23    | Defensa        | Bernardo Añor      | 40' |
| 11    | Centrocampista | Robert Hernández   |     |
| 18    | Centrocampista | Anderson Contreras |     |
| 15    | Centrocampista | Ricardo Andreutti  | 77' |
| 8     | Centrocampista | Richard Celis      |     |
| 10    | Delantero      | Daniel Saggiomo    |     |
| 24    | Delantero      | Jesús Arrieta      |     |
| D. T. | D. T.          | Noel Sanvicente    |     |

| 21 | Centrocampista | Edgar Pérez      | 60' |
| 23 | Centrocampista | Marlon Fernández | 82' |
| 15 | Centrocampista | Esli Garcia      | 85' |

| 25 | Defensa   | Juan Muriel     | 40' |
| 2  | Defensa   | Eduardo Fereira | 55' |
| 9  | Delantero | Carlos Espinoza | 77' |

| 6' · 10' | Pablo Camacho Carlos Cermeño | 1:0 2:0 |

| 29' · 90' | Daniel Saggiomo Rosmel Villanueva | 2:1 2:2 |

| 44' · 83' | Pablo Camacho Aquiles Ocanto |

| 22' · 56' · 68' · 77' · 85' | Bernardo Añor Daniel Saggiomo Rosmel Villanueva Jesús Arrieta Eduardo Fereira |

| Principal  | Angel Arteaga   |
| Asistentes | Tulio Moreno    |
|            | Lubin Torrealba |
| Cuarto     | Andrés Pernía   |

| Campeón Caracas F.C. 7.° título |

## Estadísticas

### Goleadores
| 1                                                                 | Lucas Gómez             | Deportivo Táchira     | 10 | 23 | 9 | 1 | 0 | 0 |
| 2                                                                 | Manuel Arteaga          | Zamora F.C.           | 9  | 16 | 6 | 3 | 0 | 0 |
| 3                                                                 |                         |                       |    |    |   |   |   |   |
| Gustavo Ascona                                                    | Academia Puerto Cabello | 8                     | 18 | 8  | 0 | 0 | 0 |   |
| Ronny Maza                                                        | Trujillanos F.C.        | 8                     | 18 | 5  | 3 | 0 | 0 |   |
| Víctor Aquino                                                     | Deportivo la Guaira     | 8                     | 20 | 2  | 1 | 0 | 5 |   |
| Edanyilber Navas                                                  | Aragua F.C.             | 8                     | 20 | 8  | 0 | 0 | 0 |   |
| Esli García                                                       | Deportivo Táchira       | 8                     | 21 | 8  | 0 | 0 | 0 |   |
| Jesús Arrieta                                                     | Caracas F.C.            | 8                     | 21 | 3  | 5 | 0 | 0 |   |
| 9                                                                 | Frank Feltscher         | Zulia F.C.            | 7  | 15 | 7 | 0 | 0 | 0 |
| 9                                                                 | Richard Blanco          | Mineros de Guayana    | 7  | 15 | 5 | 1 | 0 | 1 |
| 9                                                                 | Luis Castillo           | Estudiantes de Mérida | 7  | 15 | 5 | 1 | 0 | 1 |
| 9                                                                 | Grenddy Perozo          | Carabobo F.C.         | 7  | 18 | 3 | 0 | 0 | 4 |
| 13                                                                | Brayan Moya             | Zulia F.C.            | 6  | 12 | 5 | 0 | 0 | 1 |
| 13                                                                | Edgar Pérez Greco       | Deportivo Táchira     | 6  | 14 | 4 | 1 | 0 | 1 |
| 13                                                                | Irwin Antón             | Metropolitanos F.C.   | 6  | 20 | 3 | 1 | 0 | 2 |
| Última actualización: 12 de diciembre de 2019. Fuente: Liga Futve |                         |                       |    |    |   |   |   |   |

### Asistencias
| 1                                                                 | Juan Carlos Ortiz       | Trujillanos F.C.        | 7  | 20   | 0.35 |
| 2                                                                 | Christian Flores        | Estudiantes de Mérida   | 5  | 16   | 0.31 |
| 2                                                                 | Robert Hernández        | Caracas F.C.            | 5  | 20   | 0.25 |
| 2                                                                 | Esli García             | Deportivo Táchira       | 5  | 21   | 0.24 |
| 2                                                                 | Angelo Peña             | Deportivo La Guaira     | 5  | 21   | 0.24 |
| 6                                                                 |                         |                         |    |      |      |
| Luis Barrios                                                      | Academia Puerto Cabello | 4                       | 15 | 0.27 |      |
| Darwin Gómez                                                      | Metropolitanos F.C.     | 4                       | 20 | 0.20 |      |
| Jeizon Ramírez                                                    | Deportivo Táchira       | 4                       | 21 | 0.19 |      |
| Carlos Cermeño                                                    | Deportivo Táchira       | 4                       | 22 | 0.18 |      |
| Richard Celis                                                     | Caracas F.C.            | 4                       | 23 | 0.17 |      |
| 11                                                                | Jilson Ortiz            | Llaneros de Guanare     | 3  | 13   | 0.23 |
| 11                                                                | Pedro Ramírez           | Zamora F.C.             | 3  | 13   | 0.23 |
| 11                                                                | Gleider Caro            | Academia Puerto Cabello | 3  | 13   | 0.23 |
| 11                                                                | Oscar Sainz             | Estudiantes de Mérida   | 3  | 14   | 0.21 |
| 11                                                                | Luis González           | Estudiantes de Caracas  | 3  | 14   | 0.21 |
| Última actualización: 12 de diciembre de 2019. Fuente: Liga FutVe |                         |                         |    |      |      |